# 율동초등학교
율동초등학교는 대한민국 경기도 고양시에 있는 공립 초등학교이다.

## 학교 연혁
- 1994. 11. 01 율동초등학교 설립 인가
- 1995. 03. 01 개교(6학급 편성)
- 1995. 03. 01 초대 서정만 교장 부임
- 1996. 02. 16 제1회 졸업식 거행
- 1997. 03. 01 유치원 개원
- 1998. 02. 16 병설유치원 1회 졸업
- 2005. 09. 01 김의철 교장 부임
- 2007. 09. 01 임기환 교장 부임
- 2008. 03. 01 제7대 김종구 교장 부임
- 2010. 03. 01 제8대 박창규 교장 부임
- 2013. 03. 01 제9대 원영태 교장 부임
- 2015. 02. 25 제20회 졸입식(누계 2,791명)
- 2015. 03. 01 20학급(특수반 1학급 포함) 편성

## 방송 촬영 장소
- KBS 어린이 드라마 《요정 컴미》 (2000~2001년) 학교 장소로 알려져 있다.

## 참고 자료
- 율동초등학교 - 한국교육학술정보원 학교알리미